# Тернопольский пруд
Терно́польский пруд (укр. Тернопільський став, Тернопільське озеро) — искусственный водоём в Тернополе (Украина), созданный в 1951 году на месте многочисленных болот на реке Серет как Комсомольское озеро.
В 1992 году Комсомольское озеро было переименовано в Тернопольский пруд (который также называют Тернопольским озером, несмотря на его искусственное происхождение).

## Предыстория водохранилища: Тернопольский пруд
Тернопольский пруд был создан почти в то время, что и сам город. 15 марта 1548 года Ян Тарновский, основатель Тернополя и владелец Тернопольского замка, получил привилегию на строительство плотины и создание пруда. Водоём был построен в пойме реки Серет как звено в оборонительных укреплениях против нападений турок и татар.
Границы пруда в середине XVI столетия находились от Кутковца до Тернопольского замка. В те годы длина пруда составляла 7 км, ширина — 2-3 км. Вдоль львовской дороги, которая выходила из одноимённых ворот замка, была построена высокая плотина. В привилегии 1550 года Ян Тарновский среди других повинностей мещан отмечал, что в их обязанности входит ремонт плотины большого пруда, водоспуска и лотков. Спуск пруда и сбор оставшейся на дне рыбы давал каждые три года прибыль 16-24 тысячи золотых.
Тернопольский пруд имел значительное хозяйственное значение и в следующих столетиях. В XVII веке на нём работало четыре мельницы, которые приносили большие прибыли городу. В пруду разводили много рыбы, здесь водились щука, окунь, карп, карась, сом и другие виды. Уже в начале XX века водоём взял в аренду тернопольский предприниматель Владимир Трач, который экспортировал рыбу во многие города Польши.
Пруд переживал периоды упадка в периоды татарских и турецких нападений, но более всего пострадал в XX столетии в межвоенный период, когда Тернополь находился под польской властью: у водоёма был низкий уровень воды и он зарастал илом. Во время Великой Отечественной войны Тернопольский пруд был полностью уничтожен.
К середине XX века между Старым замком и Надпрудной церковью существовал древнейший район Тернополя — Подзамче. Здесь же находился и городской рынок, от которого происходит название современной улицы — Старый рынок. На Подзамче жили преимущественно ремесленники и рыбаки. В наше время эта историческая местность не сохранилась. Осталось лишь два дома, которые когда-то окружали рынок, и несколько домов на улице Над прудом (укр. Над ставом).

## Флора и фауна
В Тернопольском пруду водятся многие карпы, сомы и щуки. Некоторые водолазы утверждают, что отдельные сомы достигали двухметровой длины.
Есть также много водорослей, преобладает жёлтая водяная лилия, которая цветёт в конце июня. На западе пруда возле района Пронятин и села Била растёт камыш и разные виды ивы.
На водоёме обитают дикие утки и речные чайки.

## Комсомольское озеро

### Строительство
В 1950-е годы происходит масштабное восстановление Тернополя. Тернопольский пруд города стали восстанавливать в 1956 году, когда было принято решение о подчинении всех водных ресурсов местной власти. Тогда выстроили новую дамбу, а уровень воды стал выше, чем был раньше. Новое водохранилище заняло значительно большую площадь — свыше 300 гектар, и назвали его Комсомольским озером.

### Благоустройство

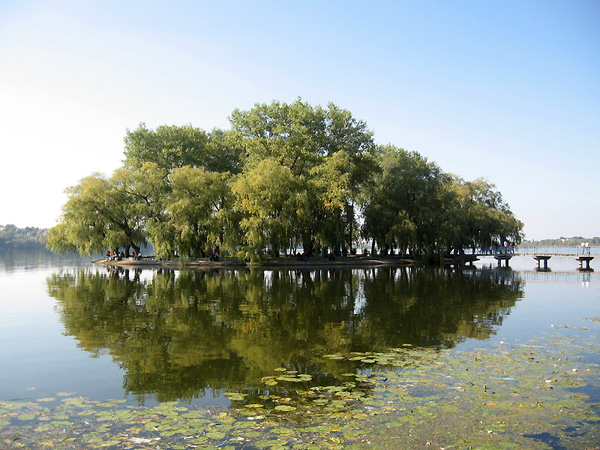
«Остров влюблённых»

Между водоёмом и центром города заложили парк имени Шевченко, который протянулся вдоль восточного берега озера. Был сооружён остров Сидоренко (известный также как «остров Любви» или «остров Влюблённых»).
В 1960-е годы пляж возле Старого замка ликвидировали и там создали стоянку для катеров, яхт и лодок. Возле Старого замка выстроили центральную пристань. Широкие ступеньки, которые ведут к ней, были разделены каскадом искусственных водопадов, который назвали «Слёзы Гронского» (Гронский в то время был главным архитектором города). На берегу новообразованной зелёной зоны выстроили ресторан «Поплавок», с террасы которого приоткрывался вид на центральную часть города. Возле ресторана был создан новый пляж, который со временем назвали «Ближним».
Неподалёку от села Пронятин построили ещё один пляж, который получил название «Дальний». В 1970-х годах стоянку лодок перенесли на противоположный берег пруда, и там же был создан Морской клуб.
В 1980-х благоустройство территорий вокруг Комсомольского озера не прекращалось. За плотиной создали гидропарк «Пионерский», который со временем переименовали в «Топильче». А возле подножия лесопарка «Загребелье» соорудили отель «Москва» (в 1990-е переименован в гостиницу «Галичина»).
В 1979 году на озере появился первый самодельный виндсёрфер под эгидой «Морского клуба» ДОСААФ. В августе 1987 года Комсомольское озеро было центром проведения чемпионата мира по водно-моторным видам спорта.

### Большой фонтан

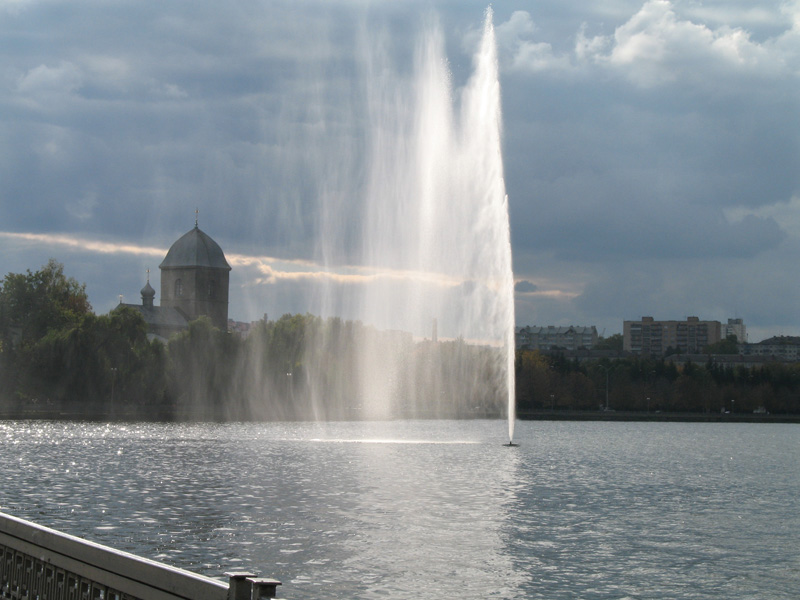
Фонтан от компании «Киевстар», 2007 г.

В 1975 году на Комсомольском озере появилось ещё одно его украшение — Большой фонтан, который в шутку назвали «Струёй Кородюка» (Кородюк в то время руководил местным горкомом). Высота центральной струи достигала пятнадцати метров, боковых — до пяти. Фонтан выполнял не только эстетичную функцию, а ещё и экологическую. Поскольку в Комсомольском озере вода из-за отсутствия течения под восточными берегами застаивалась, возникла необходимость в строительстве какого-нибудь механизма, который мог бы её перемешивать. Так и появилась идея сооружения фонтана. Из-за больших затрат на его функционирование, фонтан работал не каждый день, а преимущественно по выходным и в праздничные дни. В 1990-е годы в связи с экономическим кризисом фонтан вывели из эксплуатации. С 2000 года фонтан работает лишь на Пасху, в День независимости Украины и День города Тернополя. Весной 2003 года из-за ненадлежащего ухода за металлоконструкцией во время таяния льда фонтан затонул. Осенью 2007 года на месте старого фонтана появился новый. Его установил украинский оператор мобильной связи Киевстар. В 2009 году из-за нехватки денег фонтан не устанавливался, остался только каркас, на котором держался насос.

### Судоходство

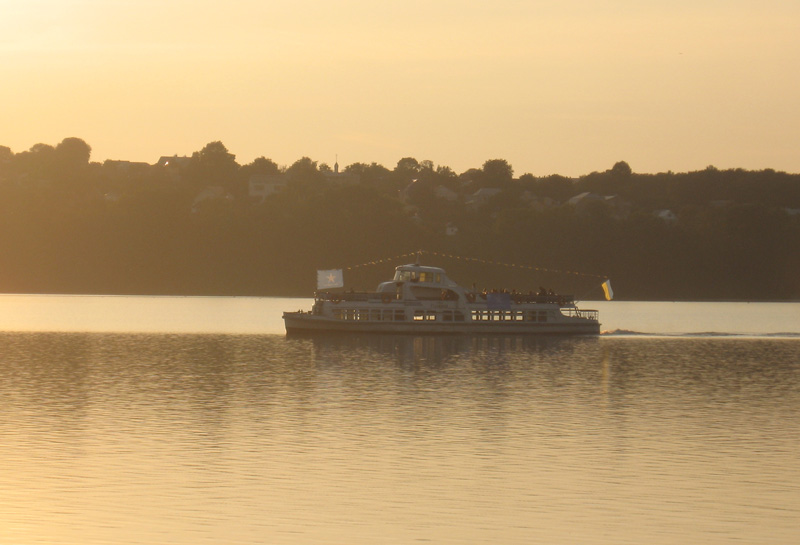
Пассажирский теплоход «Герой Танцоров»

В 1968 году в Тернополе появился теплоход, который назвали именем Героя Советского Союза Григория Танцорова, участника освобождения города от германской оккупации (1944 год). Теплоход проекта «Москвич» был построен в 1963 году в Белоруссии. Первоначально судно носило название «Залещики», первые пять навигаций «речной трамвай» ходил по Днестру по маршруту от Старой Ушицы Хмельницкой области к Мельнице-Подольской Тернопольской области.
В 1966 году на пруду появился второй теплоход проекта ПТ (построен в 1966 году). ПТ-50 имел несколько меньшие размеры, чем «Герой Танцоров». Отдыхающие различали теплоходы так: «большой катер» и «маленький катер». В знойные летние выходные ПТ-50 и «Герой Танцоров» вместе выходили в рейс. В прохладные дни теплоходы работали поодиночке, поочерёдно. Теплоходы находились в собственности Морского клуба. Останавливались теплоходы возле отеля «Москва», возле ресторана «Хутор», Дальнего пляжа и возле села Пронятин. Последнюю остановку отменили во время строительства пешеходного моста. Этот мост соединяет Дальний пляж и село Белая.
В начале 1990-х гг. ведомство, которому подчинялись теплоходы, расформировали и, чтобы сохранить судна от расхищения, их передали в аренду частной тернопольской фирме. Однако нестабильная экономическая ситуация в стране привела к тому, что новый собственник мог выпускать в рейс лишь один теплоход — «Герой Танцоров». Теплоход ПТ-50 не работал. В 2005 году суда передали на баланс коммунальному предприятию «Тернопольэлектротранс», которое занималось техническим обслуживанием троллейбусов. В 2006 году был проведён капитальный ремонт т/х «Герой Танцоров», ему заменили ходовую рубку, новая была сделана из кузова троллейбуса «Škoda 9Tr». В июне 2009 года начался капитальный ремонт теплохода ПТ-50, который был полностью восстановлен и сейчас курсирует под названием «Капитан Т. Г. Парий».
|                                        |  |                           |  |                          |  |                            |
| Пассажирский теплоход «Герой Танцоров» |  | Парусная яхта «Тернополь» |  | Теплоход «Капитан Парий» |  | Теплоходная пристань зимой |

## Спорт и развлечения

### Турнир по хоккею «Ternopil Hockey Classic»

#### 2013—2014 гг.
В рамках проведения чемпионата по хоккею «Ternopil Hockey Classic», который проходил 26-27 января 2013 года, на пруду обустроили самый большой каток на Украине. Эксперты Национального реестра рекордов перемерили пять площадок-катков и зафиксировали национальный рекорд «Самый большой каток в Украине» общей площадью 4 512,84 м². В 2014 году чемпионат «Ternopil Hockey Classic» провели 8 февраля и в 9 февраля.

#### 2015
В третий раз подряд чемпионат прошёл в 2015 году с 7 по 8 февраля. На льду Тернопольского пруда соревновались 16 команд из Львова, Одессы, Винницы, Николаева. Для победителей организаторы обеспечили денежные премии- за первое место команда получила 1500 гривен, за второе и третье — 1000 и 500 гривен. Первое место заняла столичная команда «Ледокол», которая в финале одолела ХК «Николаев» (2: 1). Третье место у «Галицких медведей» из Тернополя.

#### 2016
5-7 февраля 2016 года в Тернополе состоялись соревнования по хоккею. Турнир под названием «Ternopil Hockey Classic» в городе провели уже в четвёртый раз. Из разных регионов Украины, а именно: Кривого Рога, Николаева, Одессы, Киева, Хмельницкого, Луцка, Львова и Тернопольщины позабрасывать шайбу в город Тернополь приехали 24 команды. Тернополь представляли хоккейные команды «Подоляне» и «Галицкие медведи». Для турнира по хоккею «Ternopil Hockey Classic» на Тернопольском пруду подготовили шесть катков размером 40 на 20 метров. Несмотря на значительное количество участников и конкурентную борьбу между ними за эксклюзивный трофей — переходящий кубок, который вручается победителю к следующему турниру «Ternopil Hockey Classic», игры проходили в непринуждённой и весёлой атмосфере. Ведь основная цель соревнований является популяризация зимних видов спорта и возможности незабываемо провести время как участникам соревнований, так и жителям и гостям города Тернополь.